# Zwaanhoek

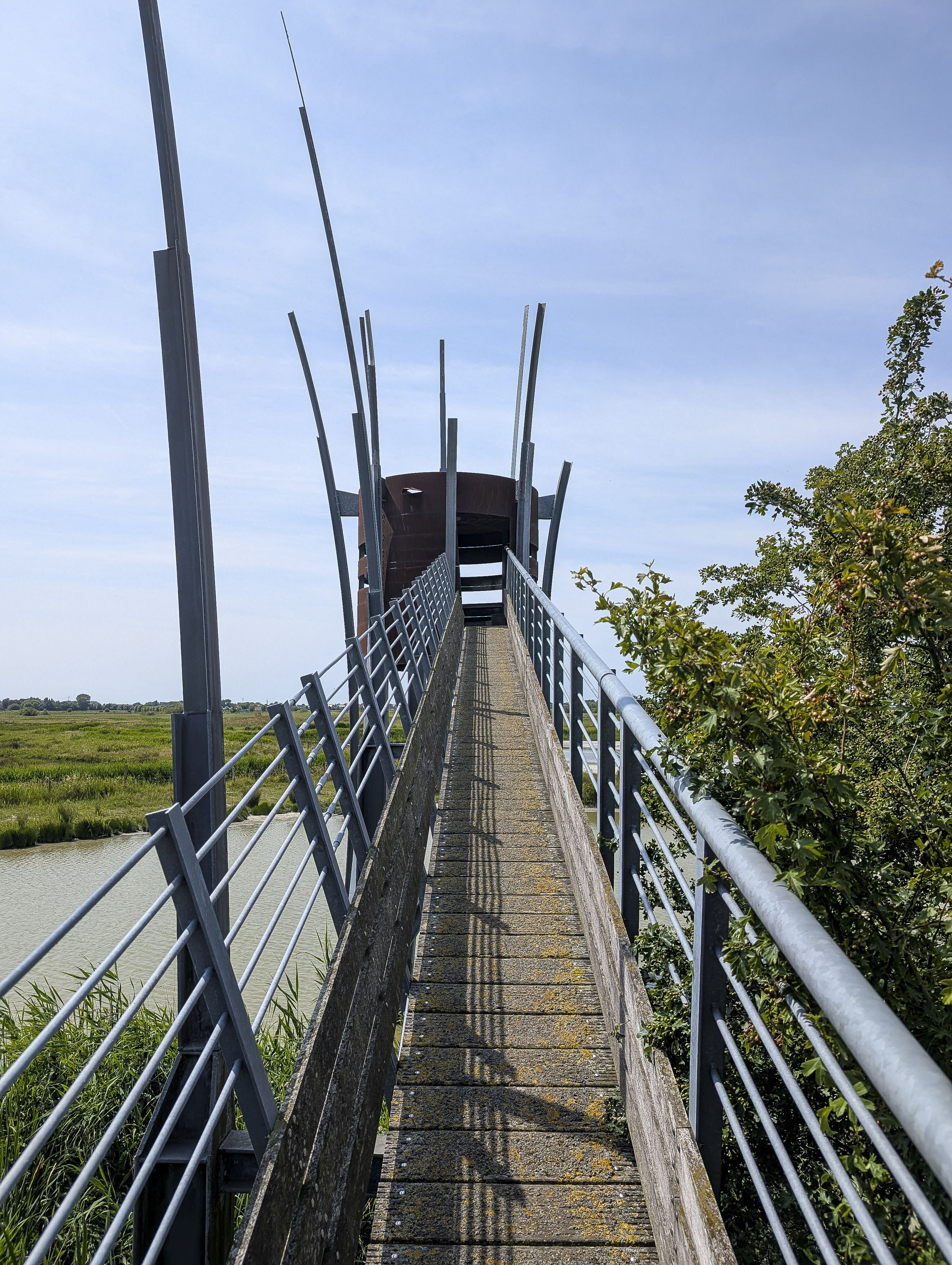
Uitkijktoren Het Rietnest

De Zwaanhoek is een poldergebied op het grondgebied van Zandvoorde (deelgemeente van Oostende) en Oudenburg van ongeveer 200 hectare, onderdeel van de Polder van Zandvoorde. 150 hectare van de Zwaanhoek is natuurgebied, onderdeel van het Oostends Krekengebied. Vroeger werd er in dit gebied veen en turf uit de grond gehaald, waardoor er nu een gevarieerd landschap is ontstaan met weilanden, sloten, moerassen en akkers.

## Geschiedenis
Tijdens de volle middeleeuwen kenden bewoning en ontginning van het landschap een versnellingsmoment, waarbij verschillende nederzettingen werden ingeplant. Een goed gekend voorbeeld van een dergelijke nederzetting is de vindplaatsencomplex Zegersdijk, een verdwenen middeleeuws gehucht in de Zwaanhoek. Ter hoogte van dit toponiem werden meerdere vindplaatsen uit de 10e-12e eeuw aangetroffen, evenals vervaagde infrastructuur (wegen en dijken).
Rond 1600, voor het Beleg van Oostende werden duinen ten oosten van Oostende weggegraven, waardoor geheel de streek tussen Stene, Snaaskerke, Oudenburg en Bredene onder water liep.
In 1626 werd tijdelijk een groot deel van dit overstroomd gebied ingedijkt, en het gebied rond Zandvoorde bleef ook nadien beschermd door een dijk uit 1664, en werd zo de (oude) Polder van Zandvoorde.

## Beschrijving
Het laaggelegen poldergebied bestaat uit een dunne kleilaag op een ondergrond van turf. Dankzij de aanwezigheid van zilte en brakke ‘waterbellen’ onder de zoetwaterlaag, ‘kwellen’ genoemd, zijn er unieke plantensoorten te bewonderen. In de lente kan men er diverse soorten orchideeën bewonderen. Het natuurgebied is niet alleen van groot belang voor planten, maar ook voor allerlei weide- en moerasvogels. Zowel in de zomer als tijdens de trekperiodes en de winter zijn er heel wat vogelsoorten aanwezig zoals kleine rietganzen, kolganzen, grutto, kluut, kievit, tureluur en scholekster. Verder vindt men in de Zwaanhoek ook groene en bruine kikkers en kleine watersalamanders in de sloten. Het natuurgebied zelf is alleen toegankelijk onder begeleiding van een gids.
Voor iedereen toegankelijk is uitkijktoren ‘het Rietnest’ langs het kanaal Plassendale-Nieuwpoort. De toren symboliseert het nest van de karekiet. Wat verderop staat een vogelkijkwand. Infopanelen helpen de beginnende vogelspotter de vogelsoorten te herkennen.

## Galerij

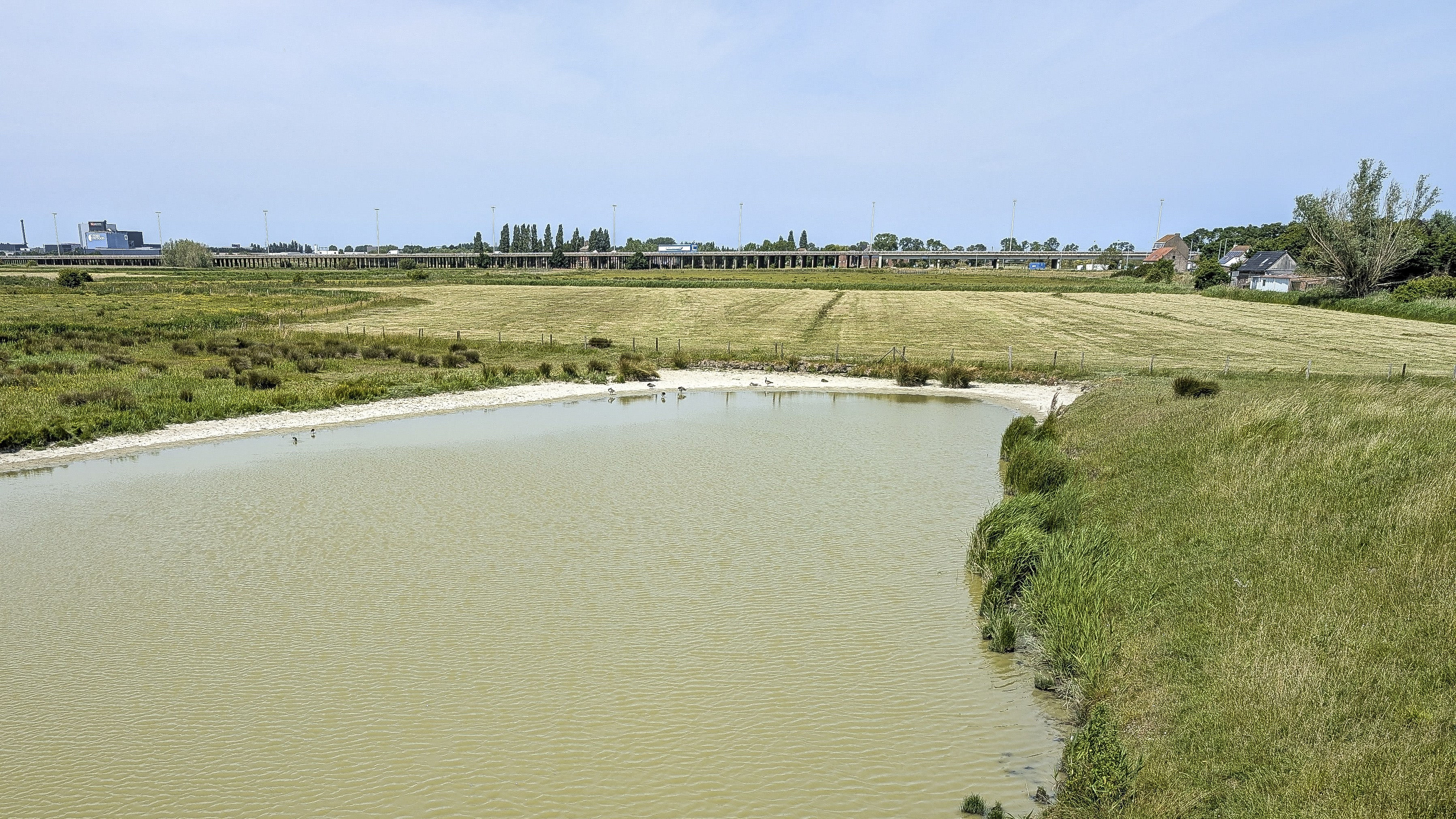
Zwaanhoek
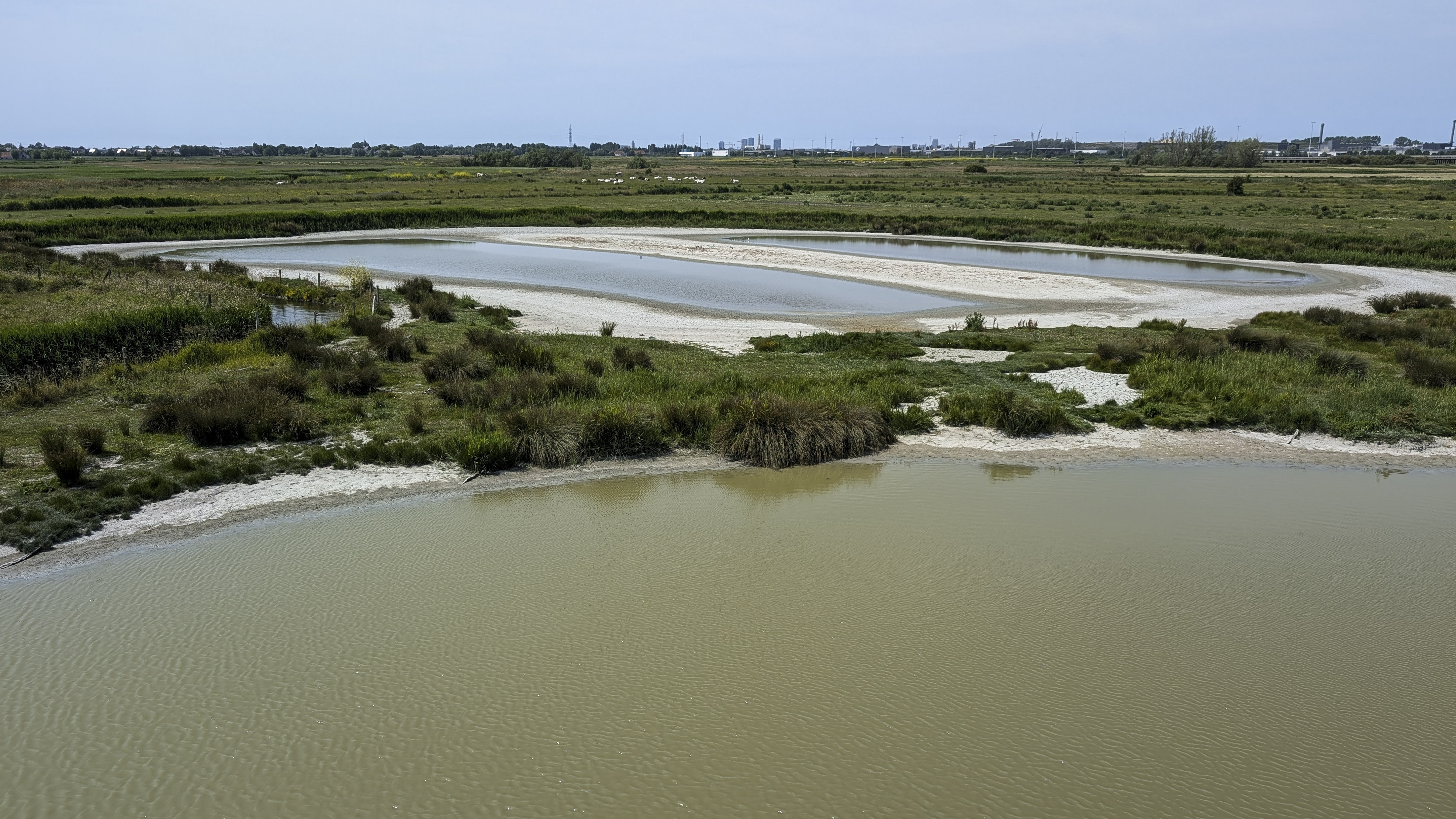
Zwaanhoek